# Claus Marek
Claus-Hermann Marek (* 3. April 1954 in Bochum) ist ein ehemaliger deutscher Zehnkämpfer.
1973 gewann er Bronze bei den Leichtathletik-Junioreneuropameisterschaften in Duisburg.
Bei den Olympischen Spielen 1976 in Montreal wurde er Zehnter im Zehnkampf.
Seine persönliche Bestleistung von 7962 Punkten stellte er am 7. Juni 1976 in Dortmund auf.
Claus Marek startete für den USC Bochum, TSV Bayer 04 Leverkusen und die LAV Bayer Uerdingen/Dormagen.
Nach seiner Karriere war er von 1983 bis 2004 als Bundestrainer der Zehnkämpfer tätig und war Inhaber eines Sportberatungsunternehmens.